# Réseau routier
Pour les articles homonymes, voir Réseau (homonymie).

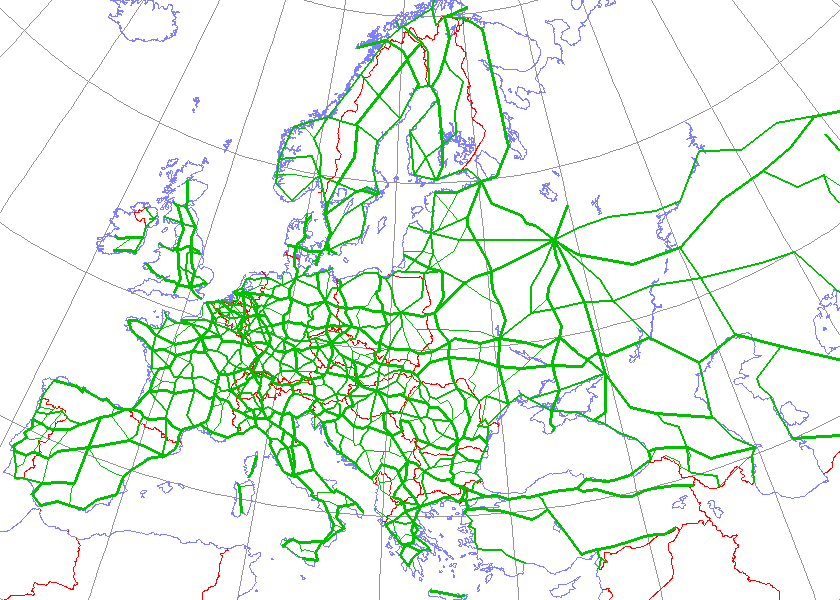
Les axes routiers majeurs en europe

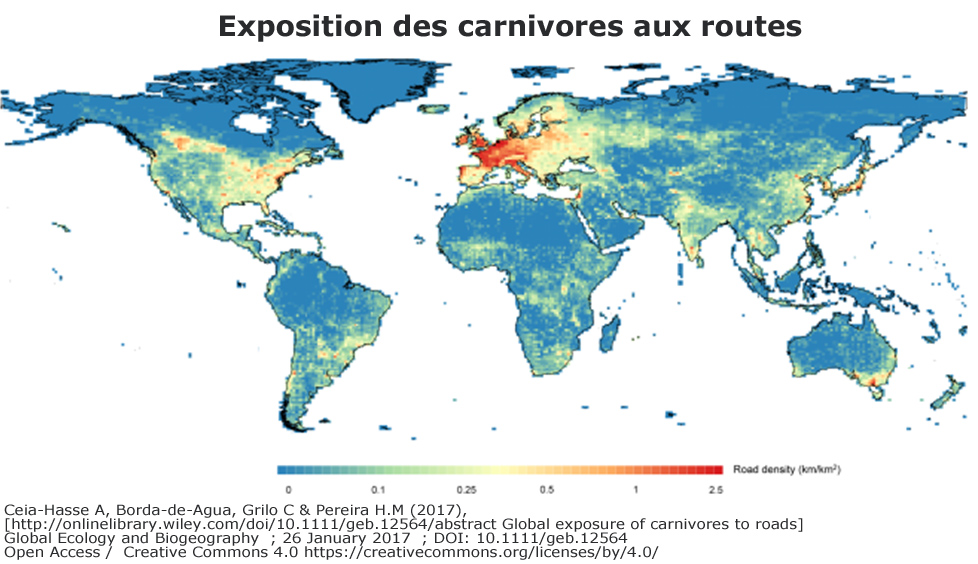
Carte des densités routières (km/km2), pour une grille de).

Le réseau routier est l'ensemble des voies de circulation terrestres permettant le transport par véhicules routiers, et en particulier, les véhicules motorisés (automobiles, motos, autocars, poids lourds…).
Le type de voirie d'une section du réseau routier détermine le statut (aussi appelé le classement) de la section considérée et les responsabilités y afférentes. Certaines portions du réseau routier sont ainsi utilisables par tous les types de véhicules, d'autres sont réservées aux véhicules immatriculés. Les autoroutes sont interdites à certains types de véhicules (vitesse limite inférieure).
Le réseau routier est composé de :
- voies carrossables avec revêtement : rues (au sens générique, incluant avenues, boulevard…), routes, voies express, autoroutes) ;
- voies carrossables sans revêtement : chemins de terre, pistes.

Il ne comprend pas :
- les espaces carrossables destinés à un autre usage que la circulation : aires de stationnement, aires de manœuvre, etc. ;
- les voies non carrossables telles que les sentiers, sentes muletières, etc.

La gestion du réseau routier est de la responsabilité des collectivités publiques :
- l'État pour les routes nationales et les autoroutes ;
- les collectivités locales. En France, ce sont les conseils départementaux pour les routes départementales et les routes nationales d'intérêt local (depuis 2006). Les routes métropolitaines sont gérées par les métropoles ;
- les communes pour les routes communales, ex-chemins vicinaux.

Certaines sections ou ouvrages particuliers sont toutefois concédées à des entreprises privées ; c'est le cas notamment des autoroutes à péage.
La police de la circulation est assurée par les services de police nationale (situation nettement différente de celles des autres modes de transport pour lesquels la gestion de la circulation est assurée par les services internes des exploitants concessionnaires).

## Historique des réseaux routiers

### Les anciens réseaux routiers

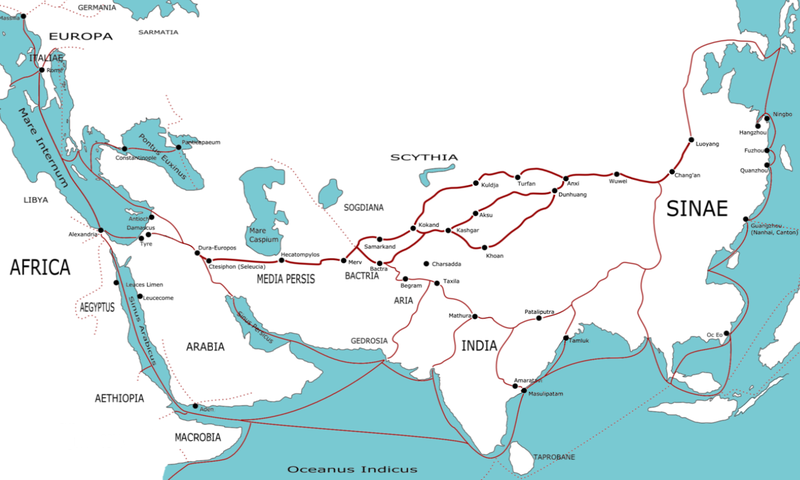
Les principales routes de la soie entre 500 av. J.-C. et 500 ap. J.-C. (en latin)

Le préhistorien André Leroi-Gourhan considère cette route comme un espace d'échanges actifs dès le paléolithique. Héritière de la Route de jade dont les vestiges datent de 7 000 ans, elle n'est cependant évoquée dans les chroniques chinoises qu'à partir du IIe siècle av. J.-C.. Cette route est aussi mentionnée par Michèle Pirazzoli-t'Serstevens « depuis 2000 avant notre ère au moins » comme voie de passage à des populations d'agro-pasteurs des steppes eurasiatiques, surtout éleveurs de chevaux. Et des études publiées en 2012 et 2014 sur la culture de Qijia (une culture du néolithique final du Nord-ouest) ont démontré que ces échanges portaient aussi sur l'apport de la technologie du bronze en Chine.
Les voies romaines sont les voies du réseau routier créé par les Romains. Souvent en ligne droite, elles permettaient de parcourir plus rapidement qu'avant l’ensemble de l’Empire à partir de l’Urbs, Rome.
Elles reliaient entre elles les cités de tous les points de l’Italie puis de l’Empire avec les centres de décision politiques ou économiques. Elles permettaient des déplacements plutôt aisés pour l'époque, que ce soit pour l'usage des troupes en campagne ou les marchands et courriers. Elles permirent l’expansion économique de l’Empire puis sa fin en facilitant les grandes invasions.
Par ailleurs, Voie romaine peut être une partie d'un odonyme, c'est-à-dire, un indicateur du type de voie suivi d'un nom propre.

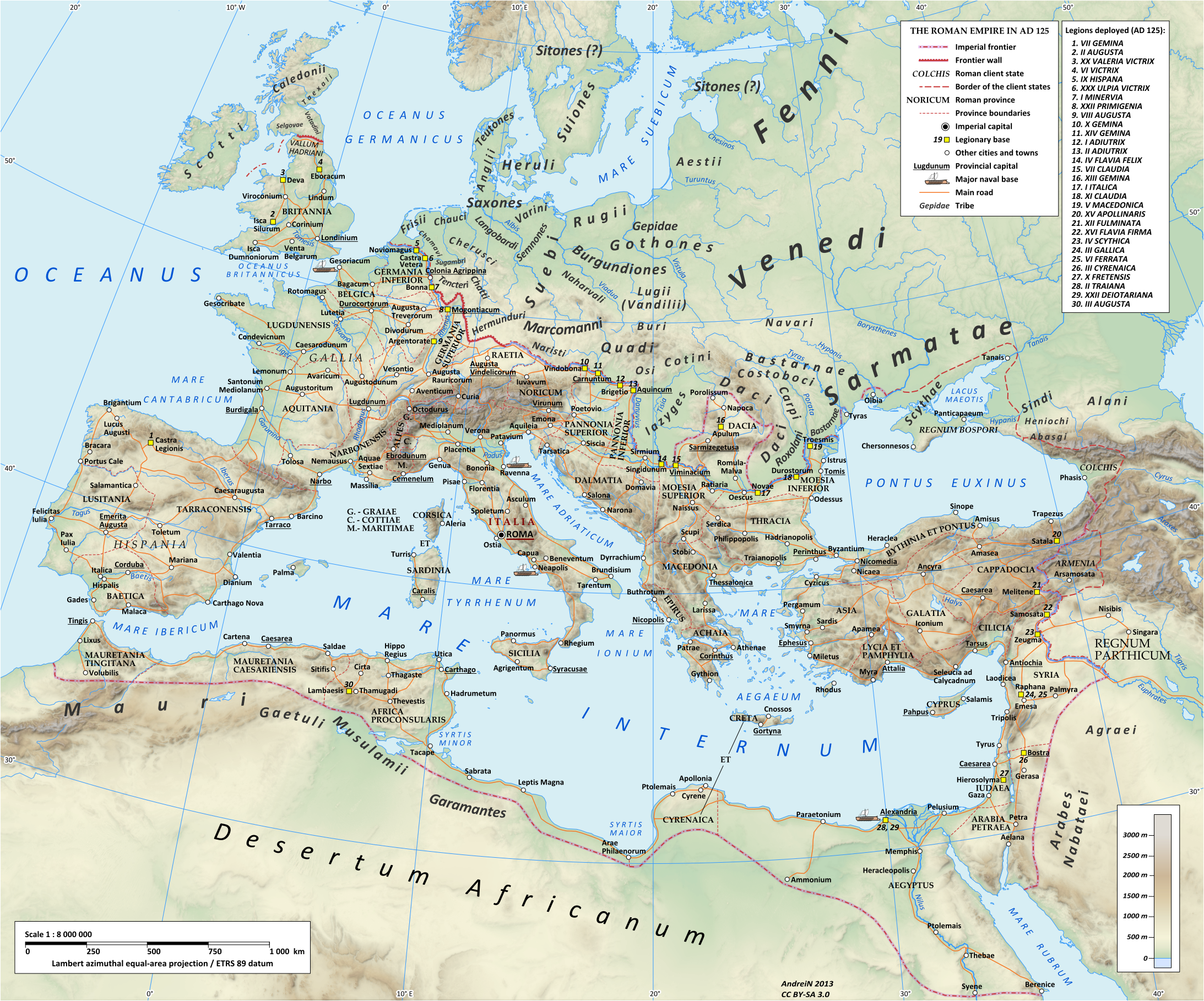
Le réseau routier de l'année 125 n. Chr.
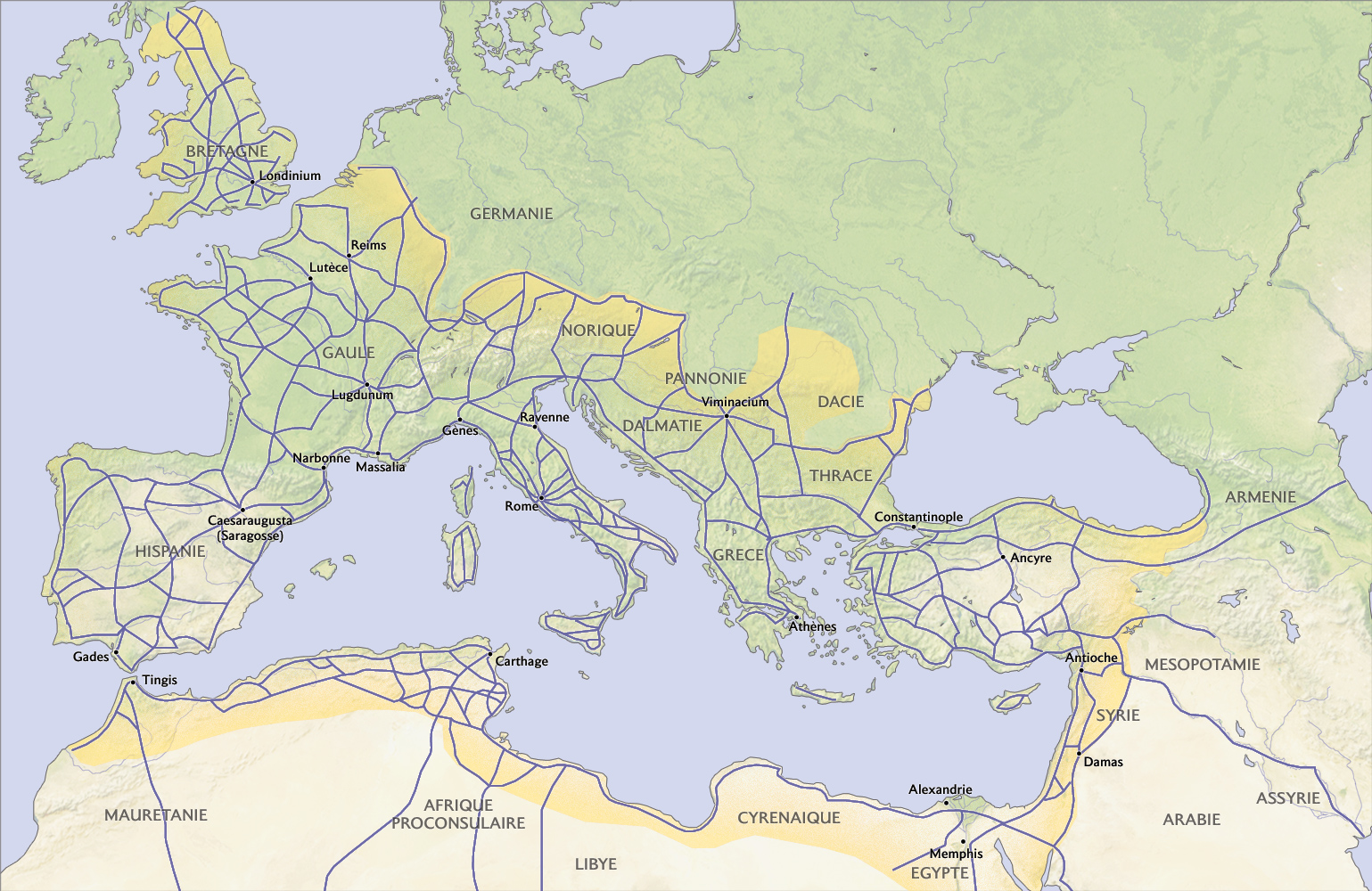
Les voies romaines dans l'Empire romain vers 117 ap.J.-C.

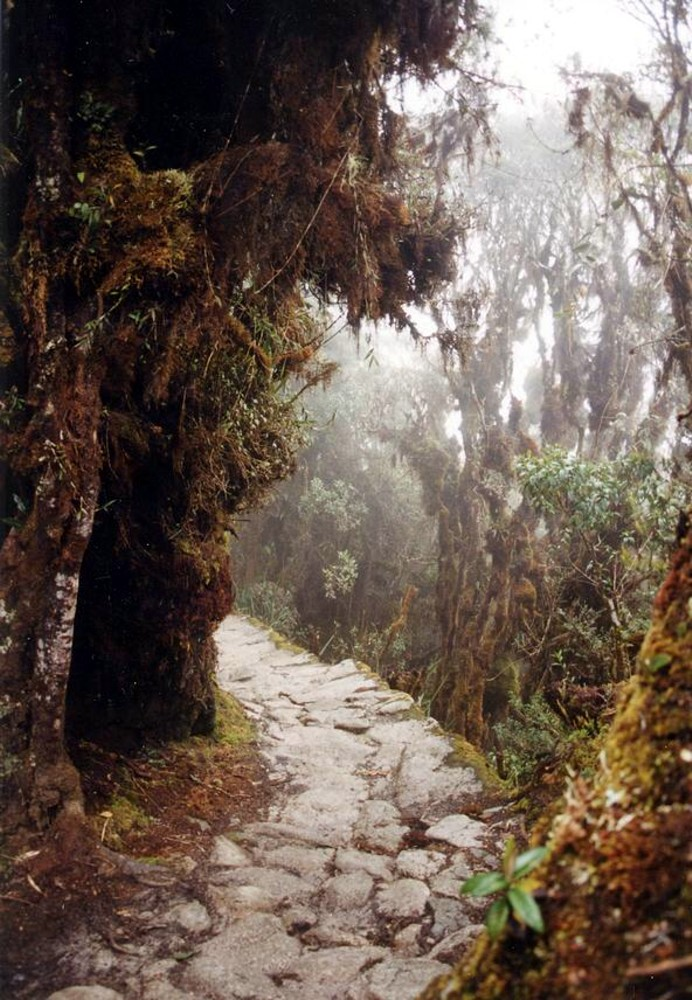
Chemin inca sur le Machu Picchu.

Les Chemins incas (espagnol : Caminos del Inca) étaient un immense réseau de routes construites à l'époque de l'empire Inca qui convergeaient vers la capitale Cuzco (qui en quechua signifie le « nombril du Monde »). Traversant les Andes et atteignant des altitudes supérieures à 5 000 mètres, les chemins reliaient les différentes régions de l'empire Inca du nord de la capitale provinciale de Quito jusqu'au sud de l'actuel Santiago du Chili. Le réseau de routes couvrait environ 22 500 kilomètres et ouvrait l'accès à un territoire de trois millions de kilomètres carrés.
Comme les Incas ne faisaient pas usage de la roue pour leurs transports, et ne possédaient pas de chevaux, avant l'arrivée des Espagnols au Pérou au XVIe siècle, les chemins n'étaient empruntés que par des marcheurs, parfois accompagnés d'animaux de bâts, généralement des lamas.
L’ Itinéraire d’Antonin (en latin Itinerarium Antonini Augusti) est un guide de voyage de la Rome antique, qui recense les villes-étapes de l’Empire romain, et les distances les séparant. Il nous est connu par vingt manuscrits qui vont du VIIe au XVe siècle.
La table de Peutinger (Tabula Peutingeriana ou Peutingeriana Tabula Itineraria), appelée aussi carte des étapes de Castorius, est une copie du XIIIe siècle d'une ancienne carte romaine où figurent les routes et les villes principales de l'Empire romain qui constituaient le cursus publicus. Ce document était également connu autrefois sous le nom de table théodosienne (ou tabula theodosiana), nom qui fait référence à l'empereur Théodose, car, selon M. d'Aigueperse, une copie affiche des vers faits sous cet empereur.
L'évolution des réseaux routiers est parfois moins connues, comme l'Histoire de la route en France au Moyen Âge ou l'Histoire de la route en France au XVIe siècle.
En 1848, les routes de postes et grandes routes d'Europe vont jusqu'à Kherson et Moscou.

### La constitution des réseaux routiers nationaux
Les réseaux nationaux se sont constitués progressivement. Différents éléments ds réseaux routiers modernes sont apparus à différentes époques.

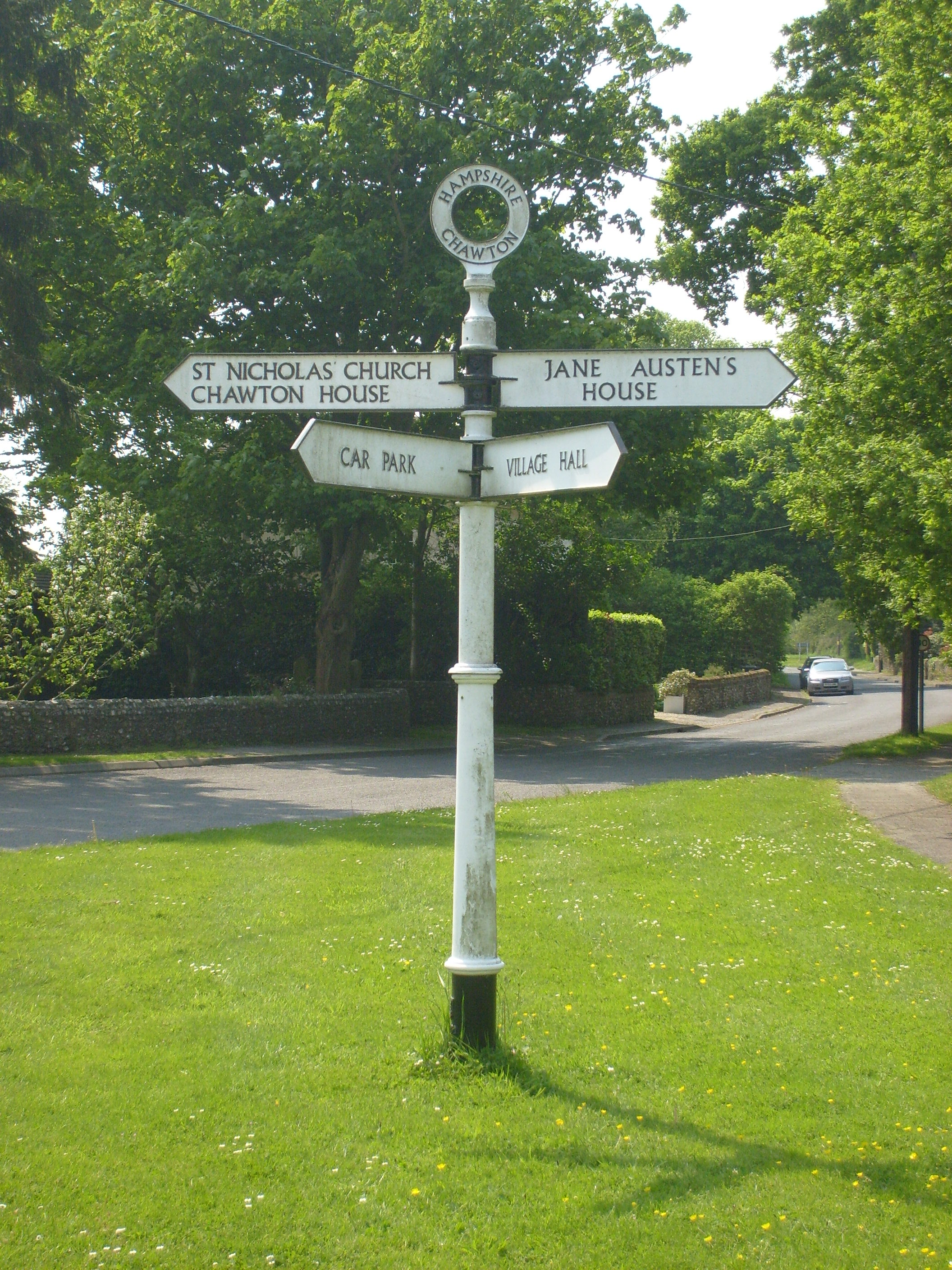
Fingerpost, panneau indicateur anglais.

- Signalisation routière : c'est en Grande-Bretagne qu’apparaissent les premiers poteaux indicateurs, sous la forme de « fingerposts ». Il s’agit de poteaux équipés de un ou plusieurs bras sur lesquels figurent les noms des directions à suivre. Ils ont été introduits dans la législation britannique en 1697 avec un acte qui autorise les magistrats à placer des poteaux indicateurs à l’intersection des routes. Toutefois, le plus vieux fingerpost encore existant date de 1669. Il est situé près de Chipping Campden, dans le Gloucestershire. Il indique les directions de Oxford, Warwick, Gloucester and Worcester (abréviation de 'Gloster' et de 'Woster'). Le code des routes de 1766 impose les fingerposts sur les routes à péage[7][réf. incomplète].
- Bornes kilométriques : sous Louis XV, à partir de 1745, des bornes en pierre de 1,30m de haut ornées d'une fleur de lys en bas-relief sont mises en place sur les routes royales. Et notamment la route vers Esternay (Marne) sur laquelle encore aujourd'hui il existe 22 bornes en place[8]. Elles sont implantées toutes les mille toises, soit une demi-lieue (lieue de Paris) ou environ 1949 m[8]. Elles portent un nombre qui indique la distance en milliers de toises depuis le point d'origine situé sur le parvis de Notre-Dame [8].
- Réglementation : en France, la réglementation routière est antérieure à la naissance de l'automobile : Napoléon Ier en 1804 rendit ainsi obligatoire la circulation à droite de la chaussée. Initialement, les Romains roulaient à gauche[réf. nécessaire]. La notion de « code de la route et de roulage » a été considérée dès 1828[9]. La circulation attelée hippomobile est régie par la « loi sur la police du roulage et des messageries publiques » du 30 mai 1851 et ses nombreux décrets d’application. Cette loi proclame la liberté de circuler pour les automobiles (ces engins à moteur « de nature à effrayer les chevaux et à mettre le feu aux récoltes ») mais elle est encadrée par une réglementation à caractère souvent local et restrictif[10].

En 1852, un décret limite à deux mètres et demi la longueur des essieux. Cette limite est par la suite devenue la limite largeur limite des véhicules dans certains traités internationaux et en Europe.
Au-delà des moyens de transports, l'automobile bouleverse l'approche culturelle des modes de déplacements. L'opposition entre progrès technique et religion est parfois brutale. Les ecclésiastiques s'opposent à cet engin qui « ressemble plus à un diable qu'à un humain ».
Au début du XXe siècle, les quatre premiers panneaux en France ont été plantés sur la route entre Paris et Trouville-sur-Mer, lieu de villégiature balnéaire en Normandie. Ces panneaux étaient l'annonce d'un croisement, d'un virage, d'un passage à niveau et d'un cassis (ou dos d'âne)[réf. nécessaire].

### Prémices des réseaux internationaux
Certains instruments internationaux comme le traité de 1949, où les normes internationales prévoient que pour circuler sur des routes internationales, un véhicule doit avoir une largeur inférieure à 2,50 m (ou 8,20 pieds) et une hauteur inférieure à 3,80 m (ou 12,50 pieds) où les deux conventions de Vienne, ou des textes européens,.
Finalement, différents États ont signé des traités internationaux afin de mettre en œuvre une certaine convergence des réseaux routiers nationaux, parmi ces instruments:
- la première tentative d'unification internationale eut lieu à l’occasion de la conférence diplomatique internationale de Genève du 11 octobre 1909 ;
- le Comité permanent de la circulation routière de la Société des Nations poursuivait ses travaux à Genève pour aboutir, le 30 mars 1931, à la signature d’une convention internationale sur l’unification de la signalisation routière, parachevant ainsi l’œuvre entreprise dès 1926 en une réglementation unique pour tous les types de signaux. Les panneaux y étaient classés en quatre catégories : danger, prescription, indication, et enfin panneaux de prudence ;
- une conférence des Nations unies sur les transports routiers et les transports automobiles s’est tenue à Genève, d’août à septembre 1949, en présence de délégués de 28 pays. Au cours de la conférence, l’impossibilité d’aboutir à un accord sur un système uniforme et mondial de signalisation routière devint évidente ;
- comme à Genève en 1949, la convention de Vienne sur la signalisation routière du 7 octobre au 8 novembre 1968, qui réunissait 66 pays et de nombreuses associations, avait été organisée autour de quatre comités (la signalisation étant traitée au comité II) ;
- chacun resta malheureusement sur ses positions en matière de forme de panneaux de danger (triangulaires à fond blanc en Europe, en forme de losange à fond jaune pour le continent américain). Et même, on admit que la signalisation devait être unifiée par continent, plutôt que mondialement.

### L'essor des réseaux routiers continentaux
- En 1950, Déclaration de grande route de trafic international, signé à Genève, modifié en 1961[15].
- En 1975, Accord européen sur les grandes routes de trafic international (AGR) du 15 novembre 1975[16].
- En 2002, TRANS/SC.1/2002/3 mise à jour de l'Accord européen sur les grandes routes de trafic international (AGR) du 15 novembre 1975[16],[17].
- En 2008, ECE/TRANS/SC.1/384 Accord européen sur les grandes routes de trafic international (AGR)[16].

Les routes asiatiques sont basées sur des standards de classification et de design issues du « Classification and Design Standards for the Asian Highway » développé en 1974.
Les nouveaux standards de classification et de design des routes asiatiques ont été proposés et assumés comme guide général pour les routes asiatiques par la réunion d'un groupe d'experts qui s'est tenu du 29 novembre au 3 décembre 1993 à Bangkok, et où étaient représentés 15 pays membres des routes asiatiques.
Les routes internationales dans l'Arabie orientale (en anglais Arab Mashreq international Road Network) sont des routes entre certains pays de la péninsule arabe, en résultat de l' Agreement on International Roads in the Arab Mashreq de 2001, un traité multilatéral des Nations unies qui est entré en vigueur en 2003 et a été ratifié par certains des pays à qui ce réseau est utile.
Plus tard, le réseau des routes transafricaines est un ensemble de projets de route transcontinentale en Afrique.

## Réseaux routiers internationaux
Les traités relatifs aux Réseaux routiers internationaux sont gérés sous le «Chapitre XI Transports et Communications», dans sa partie «B . Circulation routière», dans la collection des traités des nations unies, notamment pour la question des parties prenantes.
| Année de création | Année de dernière modification | Nom courant                       | Nom du traité                                                        | Langues du traité                                                            | Nombre de pays | Zone géographique | Longueur totale du réseau (kilomètres) | Code |
| ----------------- | ------------------------------ | --------------------------------- | -------------------------------------------------------------------- | ---------------------------------------------------------------------------- | -------------- | ----------------- | -------------------------------------- | ---- |
| 1975              | 2008                           | Route européenne                  | Accord européen sur les grandes routes de trafic international (AGR) | Anglais, Français (deux langues authentiques originales), Traductions: Russe | 37 à 39        | Eurasie           | ?                                      | E    |
| 1974              | 1993                           | Réseau routier asiatique          | Accord intergouvernemental sur le réseau routier asiatique           | Anglais, Chinois, Russe                                                      | 32             | Asie              | 140 479                                | AH   |
| 2001              | 2003                           | réseau routier du Mashreq Arabe   | Accord des routes internationales dans la Mashreq arabe              | Anglais, français, arabe                                                     | Environ 13     | Péninsule arabe   |                                        | M    |
|                   |                                | Réseau des routes transafricaines |                                                                      |                                                                              |                | Afrique           |                                        |      |

## Réseaux nationaux

### Canada
Au Canada la construction, l'entretien et l'amélioration des routes est de la compétence des provinces, cependant le gouvernement fédéral a établi un réseau routier national en 1988 pour permettre d'établir les routes prioritaire pour l'investissement. Avec ses 30 028 km, ce réseau ne représente que 3 % des routes du Canada, mais 37 % des déplacements. Ce réseau est divisé en trois niveaux, soit les routes principales, les routes collectrices et les routes desservant les régions nordiques et éloignées.
"Le Canada a près de 900 000 kilomètres de routes, assez pour faire le tour du monde 22 fois! Le réseau routier national du Canada se compose de plus de 38000 kilomètres de routes nationales et régionales importantes."

## Densité croissante du réseau routier mondial (tendances, effets)
Dans les années 2010, les réseaux de routes et d'autres infrastructures les plus denses du monde sont situés en Europe et aux États-Unis : la Belgique et les Pays-Bas présentent la densité de réseau la plus élevée au monde pour ce qui concerne leur longueur rapportée à la superficie du pays (avec respectivement 4,89 et 3,16 km/km2).
Mais en 2010-2020 la situation évolue rapidement,, notamment en Asie où de 2017 à 2020 (en seulement 3 ans) le kilométrage de routes devraient encore doubler. La tendance mondiale est qu'avant 2010, le kilométrage mondial de routes asphaltées « supplémentaires » pourrait atteindre 25 millions de kilomètres (plus de 600 fois le tour de la terre). Cette densification routière touchera à 90 % les pays en développement en zone tropicale et subtropicale principalement, c'est-à-dire au cœur des écosystèmes les plus diversifiés, qu'il contribuera à écologiquement détruire, fragmenter et polluer.
Sperling & Gordon (2009) annonçaient prospectivement deux milliards de véhicules en circulation en 2030.
Alors que l'humanité vit dans les années 2010-2020 « l'ère la plus explosive de l'expansion des infrastructures routières » de son histoire, William F. Laurance et Irene Burgués Arrea en 2017 dans la revue Science invitent à mieux comprendre et reconnaitre les impacts de cet accroissement presque exponentiel des réseaux de routes et d'infrastructures (voies ferrées, canaux…) pour l'environnement, nos sociétés et nos économies,,, pour mieux les planifier et veiller à ce que leurs inconvénients ne dépassent pas les bénéfices qu’elles peuvent apporter.